# 石田玄圭

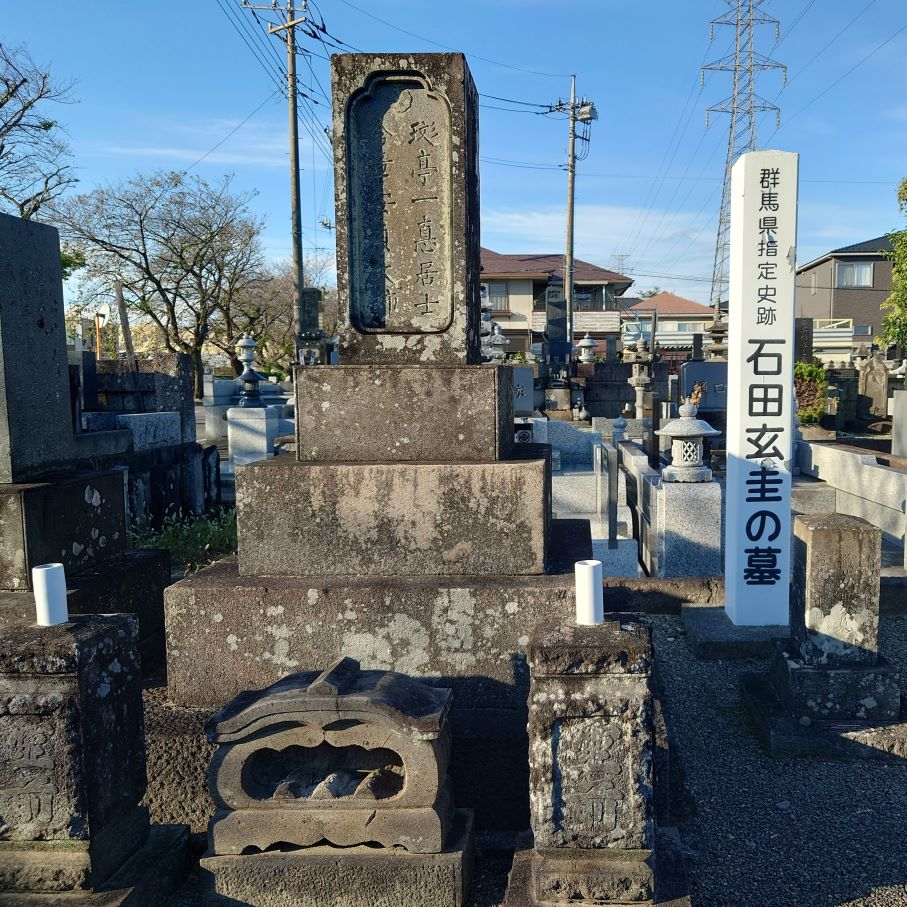
石田玄圭の墓（群馬県指定史跡）

石田 玄圭（いしだ げんけい、? - 1817年7月20日（文化14年6月7日））は、江戸時代の医師、和算家（数学者）、暦学者である。名は恒。一徳子、斑亭と号した。榛名神社に奉納した算額が群馬県の重要文化財、墓が群馬県の史跡に指定されている。なお娘婿の福島和一、孫の玉喜も石田玄圭を名乗り医業を継いだ。

## 生涯と業績
上野国佐位郡（後の群馬県佐波郡）に生まれる。武蔵国熊谷の三浦無窮（青渓）から医学を学び、群馬郡高井村（現在の群馬県前橋市高井町）で医師として開業した。そのかたわらで江戸で藤田貞資に和算を学び、1803年（享和3年）関流五伝の免許を得た。医学・和算の他に天文学・暦学にも精通し、研究と門人の教育につとめた。門人には群馬郡棟高村（現・高崎市棟高町）の坂本丹治亮春などがいる。1787年（天明7年）と1810年（文化7年）に八幡八幡宮、1811年（文化8年）に榛名神社に門人と連名で算額を奉納している。
著作に『授時暦精正』（天明元年）、『暦学小成』（天明7年）などがある。『暦学小成』は幕府に目をつけられて絶版にされている。1817年7月20日（文化14年6月7日）没。群馬県前橋市高井町1丁目34－12にある「斑亭一惠居士」と記された墓が玄圭のものとされている。
墓は1951年（昭和26年）に群馬県の史跡に指定されている。1811年（文化8年）の算額は1976年（昭和51年）に群馬県の重要文化財に指定されている。